# KHD V6M 536 R
Die Typenreihe KHD V6M 536 R war eine dreiachsige Diesellokomotive mit Stangenantrieb, die für den Rangierdienst konzipiert wurde. Insgesamt wurden etwa 35 Lokomotiven von 1952 bis 1958 von Klöckner-Humboldt-Deutz (KHD) gebaut und waren bis in die 1990er-Jahre im Einsatz.
Mehrere Lokomotiven sind an verschiedenen Standorten erhalten geblieben.

## Entwicklung
Die Fertigung der KHD V6M 536 R verlief weitgehend parallel zu der KHD V6M 436 R, jedoch wurde bei dieser Lokomotive eine neue Motorenreihe verwendet. Damals war bei KHD die Motorbezeichnung identisch mit der Lokomotivbezeichnung. Grundlage der Bezeichnung war diese neue Motorreihe, die als wassergekühlte Viertaktmotoren mit stehend angeordneten Zylindern konstruiert war. Die Motorbezeichnung V6M 536 R bedeutet: V = Viertaktmotor, 6 = Zylinderzahl, M = wassergekühlt, 5 = fünfte Bauform der Motorreihe, 36 = Kolbenhub in cm und R = regelspurige Rangierlokomotive.
Die Lokomotiven wurden in zwei Serien gebaut. Während die erste Serie (1952–1955) noch den hohen Vorbau wie die Wehrmachtslokomotive WR 360 C 14, jedoch gegenüber der KHD V6M 436 R mehr abgerundete Kanten hatte, erhielten die Lokomotiven der zweiten Serie (ab 1955) ein höhergelegtes Führerhaus, um die Sicht des Lokpersonals zu verbessern. Diese besaßen ebenfalls die abgerundeten Kanten.

### Verkäufe Lokomotiven erste Serie
Geliefert wurden von den Maschinen der ersten Bauserie nach Deutschland:
- eine Lokomotive an die Rheinische AG für Braunkohlebergbau und Brikettfabrikation
- eine Lokomotive an VW in Wolfsburg

- Neun Lokomotiven wurden nach Schweden verkauft: Trafikaktiebolaget Grängesberg–Oxelösunds järnväger (TGOJ) erhielt die TGOJ V 801–807,[4][5][6] eine ging an Svenska Kullagerfabriken in Hofors Bruk und eine an Domnarvets Jernverk in Domnarvet.

- Fünf Lokomotiven wurden als CFL-Baureihe 450 nach Luxemburg geliefert.
- Drei Lokomotiven wurden als SM 121–123 an die Staatsmijnen in die Niederlande geliefert.[7]

### Verkaufte Lokomotiven zweite Serie
Von dieser Serie wurden nach Deutschland geliefert:
- eine Lokomotive für Opel nach Rüsselsheim
- zwei Lokomotiven für die US Army Europe
- eine Lokomotive erhielt die Britische Rheinarmee
- zwei Lokomotiven erhielt VW in Wolfsburg und Braunschweig

- Zehn Lokomotiven wurden als SM 124–133 an die Staatsmijnen in die Niederlande geliefert.[7]

## Technik
Die Lokomotiven wurden wie die KHD V6M 436 R mit drei Achsen, die über die zwischen der zweiten und dritten Achse angeordnete Blindwelle und Kuppelstangen angetrieben wurden, gebaut. Das Führerhaus befand sich am hinteren Ende der Lokomotive. Sie besaßen Sechszylinder-Viertakt-Dieselmotoren mit der Bezeichnung KHD V6M 536 R. Diese waren wassergekühlt und konnten mit Druckluft angelassen werden. Zur Kraftübertragung wurde ein Strömungsgetriebe von Voith verwendet.

## Einsatz

### Lokomotiven erste Lieferserie

#### Rheinische AG für Braunkohlebergbau
Diese Lokomotive wurde 1953 ausgeliefert und war bis 1989 im Dienst. Dann wurde sie an einen Privatmann nach Belgien verkauft. 1998 kam sie nach Deutschland zurück und gehört seit 2015 dem Rheinischen Industriebahn-Museum in Köln.

#### CFL-Baureihe 450
Die Lokomotiven der CFL-Baureihe 450 wurden 1953 ausgeliefert und waren bis Anfang der 1980er Jahre im Dienst. Die CFL 455 kam nach der Ausmusterung 2004 zum Verein 1604 Classics.

#### Staatsmijnen
Die drei Lokomotiven der Staatsmijnen wurden meist auf der Staatsmijn Maurits in Geleen eingesetzt. Nach der Schließung der Zeche wurden die Loks im Jahr 1969 an ein Bauunternehmen verkauft, 1975 abgestellt und 1978 verschrottet.

### Lokomotiven zweite Lieferserie

#### Opel
Die an Opel verkaufte Lok wurde 1959 in Dienst gestellt und tat in Rüsselsheim bis Ende der 1980er Jahre Dienst. Dann wurde sie an ein Werk in Zagreb verkauft. Der letzte Eintrag über die Lok datiert aus dem Jahr 1999.

#### VW
Zwei Lokomotiven der Serie gingen 1956 und 1957 an die VW-Werke in Wolfsburg und Braunschweig und später an das VW-Werk in Mexiko. 2019 wurden beide Lokomotiven vom Eisenbahnmuseum Pueblo de Zaragoza in Heroica Puebla de Zaragoza übernommen.

#### Staatsmijnen
Von den in die Niederlande gelieferten Lokomotiven existieren noch zwei Exemplare. Bei die Staatsmijnen waren die Lokomotiven von 1958 bis 1969 im Dienst, danach wurden zwei Loks (SM 130 und 132) an ein Unternehmen in Arnhem verkauft, wo sie bis etwa 2007 aktiv waren. Eine Lokomotive (SM 130) wurde durch eine Stiftung gekauft und als Leihgabe dem Museum Zuid Limburgse Stoomtrein Maatschappij überlassen, die andere ist seit 2015 in Privatbesitz verkauft.